# Larroque-Toirac
Larroque-Toirac település Franciaországban, Lot megyében. Lakosainak száma 132 fő (2022. január 1.). Larroque-Toirac Ambeyrac, Balaguier-d’Olt, Carayac, Montbrun és Saint-Pierre-Toirac községekkel határos.

## Népesség
A település népességének változása:
| Lakosok száma | 152  | 161  | 132  | 165  | 138  | 135  | 133  | 134  | 133  | 132  |
|               | 1968 | 1982 | 1990 | 2006 | 2013 | 2015 | 2017 | 2019 | 2020 | 2022 |